# カルケドン派

キリスト教諸教派の成立の概略を表す樹形図。更に細かい分類方法と経緯があり、この図はあくまで概略を示すものである。非カルケドン派分離以降の主流派をカルケドン派と総称する。

カルケドン派（英語: Chalcedonian Christianity）は、451年のカルケドン公会議（第四全地公会議）で採択されたカルケドン信条のキリスト論・教会論を奉ずるキリスト教の教派。イエス・キリストが神性と人性の両方を有するとする両性説をとる。現代のカトリック教会、東方正教会（ギリシャ正教、カルケドン派正教会）、聖公会、プロテスタントなどの大多数のキリスト教教派はカルケドン派を引き継いでいるが、初期の5世紀から8世紀にかけてのカルケドン派の優勢確立の過程は不明な点もある。

## 歴史
カルケドン公会議における教義の対立はキリスト教会の分裂（シスマ）を引き起こした。カルケドン信条を拒絶した諸教会は非カルケドン派正教会と呼ばれ、ネストリウス派（非エフェソス派）のアッシリア東方教会を加えて東方諸教会と総称されている。ローマの教皇やコンスタンティノープル総主教を始め、アレクサンドリア、アンティオキア、エルサレムといった5つの主要教会はカルケドン派として連帯を維持し、正統教義を称した。6世紀にユスティニアヌス1世が五大総主教制（ペンタルキア）を定め、東ローマ皇帝のキリスト教的権威の柱となった。
今日のキリスト教諸派の大部分はペンタルキアの流れをくみ、また大部分がカルケドン派の流れを汲んでいるものとみなすことができる。ただしカルケドン派内でも西方教会（ローマ・カトリック）と東方正教会に分裂し、さらに西方教会では宗教改革によってプロテスタント諸派と聖公会が分離独立した。とはいえプロテスタントの一部を除けば、これらの諸教会はいずれも現在に至るまでカルケドン信条を踏襲している。
カルケドン派と袂を分かったのは、アルメニア使徒教会、コプト正教会、シリア正教会などである。これらは、非カルケドン派正教会、合性論派、非メルキト教会などの呼称でも呼ばれる。
カッパドキアやトレビゾンドなど東ローマ帝国内のアルメニア人の中には、カルケドン公会議を支持してアルメニア使徒教会を批判した者もいる。
591年にサーサーン朝との戦争に勝利して西アルメニア全土を直接統治下に収めた後、マウリキウス帝は支配を強めるため現地のカルケドン派を支援した。593年、アルメニアの聖職者評議会はテオドシオポリスでカルケドン信条を受け入れ、カルケドン派アルメニア人のヨハンネス・バガラヌスをカトリコスに選出した。

## 教義
カルケドン公会議では、それ以前の公会議で採択された三位一体や位格的結合の教義を再確認した上で、325年の第1ニカイア公会議で排斥されたアリウス派、モナルキア主義、エビオン派や、431年のエフェソス公会議で排斥されたネストリウス派、そしてエウテュケス派に代表される単性論派の教義を異端として排除した。
両性説と呼ばれるカルケドン派の教義は、イエス・キリストは神性とそれに吸収されず、今後も分かれもせずに存在する人性の2つを唯一の位格の中に有しているとするものである。一方非カルケドン派は、イエス・キリストの一つの位格の中で神性と人性は合一して一つに、つまり一つの本性（フュシス）になり、二つの本性は分割されることなく、混ぜ合わされることなく、変化することなく合一すると説く合性論をとる。これは単性論とは異なるものであるが、カルケドン派は意図的に非カルケドン派を「単性論派」と呼んで蔑んできた。カルケドン派は非カルケドン派をエウテュケス派的であると非難し、非カルケドン派はカルケドン派をネストリウス派的であると非難している。
カルケドン公会議ののち、さらに680年の第3コンスタンティノポリス公会議で単意論と単勢力論が異端とされ、この二派も非カルケドン派を称したが、現存しない。